# مزرعه حسن
مزرعه حسن روستایی در دهستان پیشکوه بخش مرکزی شهرستان تفت استان یزد ایران است.

## جمعیت
بر پایه سرشماری عمومی نفوس و مسکن در سال ۱۳۹۵ جمعیت این روستا ۳۵ نفر (۱۸خانوار) بوده‌است.